# 得舒飲食
得舒飲食(Dietary Approaches to Stop Hypertension，DASH diet)，意为停止高血壓的飲食型態，由美國國家衛生院國家心肺與血液研究所（NHLBI）於1997年發表的一項飲食方法。得舒飲食富含水果、蔬菜、全穀類以及低脂食物；包含魚、肉、家禽、堅果與豆類；並且限制高糖食物及飲料、紅肉以及添加脂肪的攝取。除了對於血壓的效果之外，得舒飲食也是一個設計給社會大眾的均衡飲食模式。得舒飲食也被美國農業部推薦為所有美國人的理想飲食計畫之一。
得舒飲食最初是美國國家衛生院(NIH)研究的三種飲食計畫之一。在高血壓前期的患者身上，得舒飲食降低了6毫米汞柱的收縮壓與3毫米汞柱的舒張壓，在高血壓患者身上則分別降低了11與6毫米汞柱。這些血壓變化都是建立在沒有體重變化的情況下。得舒飲食會根據每日的卡路里攝取量而調整，每日從1600到3100卡路里不等。在台灣，相關研究亦顯示得舒飲食對高血壓初期的病人有降血壓的效果。
对心脏有益的最佳营养摄入(OmniHeart)試驗進一步檢驗得舒飲食，發現得舒與得舒-鈉飲食的研究結果證明，在富含碳水化合物的飲食模式中強調蔬果與低脂乳製品，並降低飽和脂肪酸、總脂肪與膽固醇攝取，會大大降低血壓與低密度脂蛋白。OmniHeart同時也證明若是將一部份的碳水化合物替換成蛋白質(大約一半為植物性來源)或是不飽和脂肪(大部分為單元不飽和脂肪酸)，則可以進一步地降低血壓，低密度脂蛋白膽固醇(LDL-C)與心血管疾病的風險。
2018年1月，在美國新聞與世界報導中，得舒飲食被選為第一名的「最佳飲食」「最佳健康飲食」「最佳心臟健康飲食」，並且在「最佳糖尿病飲食」中獲得第二名。
得舒饮食的饮食结构与地中海饮食相似。

## 概述
得舒饮食主要基于水果、蔬菜、低脂乳类、全谷物、鱼类、禽类、豆类和坚果。其建议减少食盐、糖类和红肉的摄入。其限制腌制和半腌制肉的摄入。同时增加钾、镁、蛋白质和膳食纤维的摄入。
以下为 NHLBI 提供的每日 2000 卡路里的样本：
- 6-8 份谷物或谷物制品 （推荐全谷物）
- 4-5 份水果
- 4-5 份蔬菜
- 2-3 份低脂乳制品
- 2-3 份脂肪和油脂
- 2 份或更少的肉、禽类和鱼类

以及下列每周配额：
- 4-5 份坚果或干豆子
- 至多五份糖果、甜点、含有添加糖的食物

## 歷史與設計

### 背景
1995年的報告中，在美國估計約有五千萬人患有高血壓，而全世界則估計約有十億人患有高血壓。引用2002年，美國國家心肺與血液研究所的資料，血壓與心血管疾病發生的風險，有著持續、一致，且與其他風險因子獨立的關聯性。血壓越高，發生心臟病、心臟衰竭、中風及腎臟疾病的風險也越高。對於40-70歲的人，在收縮壓/舒張壓為115/75 至 185/115 mm Hg的區間內，收縮壓每升高20 mmHg或是舒張壓升高10 mmHg，會使心血管疾病的發生率加倍。
高血壓在美國的盛行率使得NIH對飲食模式在控制血壓所扮演的角色上進行更進一步的研究。自1992年開始，美國國家心肺與血液研究所和美國各地最知名的五間醫學中心合作，進行了大型研究。得舒飲食的研究採用了隨機分派試驗，透過這五間醫學中心的醫師、護理師、營養師、統計學家以及試驗協調者團隊，對受試者進行研究。此研究選定的醫學中心分別為：(1)馬里蘭州巴爾的摩市的約翰霍普金斯大學、(2)北卡羅來納州德罕的杜克大學醫學中心、(3)奧勒岡州波特蘭凱薩醫療機構的健康研究中心、(4)麻薩諸塞州波士頓的布萊根婦女醫院，以及(5)路易斯安那州巴頓魯治的潘寧頓生醫研究中心。
當時以檢測飲食模式對血壓的影響為目的，設計了兩組得舒飲食的試驗在這些醫學中心進行隨機分派研究。像這樣標準化的多中心研究準則，是NHLBI資助的大型試驗中相當常見的進行方式。得舒飲食研究的一大特色是其食物及菜單皆選用傳統上常見的食物進行搭配，用以在有確切的研究結果後能更容易被大眾接受。最初的得舒飲食試驗始於1993年8月，於1997年7月結束。當時的流行病學研究發現某些飲食模式攝取較大量的一些礦物質與纖維素與較低的血壓有關連性，因此得舒飲食計畫的概念亦建基於此研究上。

### 飲食
研究設計了兩種實驗性的飲食方式被設計用於得舒飲食的研究並相互比較，並加入對照組的飲食方式。對照組的飲食方式有較低的鉀、鈣、鎂以及纖維的含量，並著重於脂質與蛋白質的攝取，接近當時「典型的美式飲食」。第一種實驗性的飲食方式相較於對照組，有較高的蔬果攝取量，並減少了零食與甜食的攝取，其餘與對照組相同。第二種實驗性的飲食，也就是後來的得舒飲食，除了較高的蔬果攝取量外，也著重攝取低脂乳品、降低整體的脂肪攝取、提高纖維質及蛋白質的攝取。得舒飲食的設計亦有較高的鉀、鈣、鎂等礦物質的攝取量，也提高了全榖類、家禽、魚類、堅果的攝取，並降低紅肉、甜食、含糖飲料的食用量。
藉由過去的流行病學研究，得舒飲食的設計中提高了許多被認為對降低血壓有效果的關鍵營養素的攝取量。這樣的設計具有一個特色：相較於測試單一營養素的效果，得舒飲食研究的是整體的飲食模式。得舒飲食在設計時也包含了多種被認為能延緩、預防如癌症、心臟病、中風等慢性疾病，富含抗氧化物的食物。
研究者也發現得舒飲食在預防因草酸鈣形成的腎結石上，可能具有比單純降低草酸攝取更好的效果。

### 研究設計
研究中，受試者被分成三組進行前述的三種飲食模式試驗。試驗一共分為三階段，(1)篩選期、(2)磨合期、(3)介入期。在篩選期，候選的受試者會依照血壓的檢查結果決定是否適合參加試驗。在為期三周的磨合期中，受試者會被給予三周的對照組飲食模式，每五天測定一次血壓、給予一份24小時之尿液檢體，以及填寫一份問卷。合格的受試者在此時便會被隨機分配到上述的三組飲食模式中，於第四周時開始試驗。介入期為期八周，這段時間內，受試者會被給予分配到的飲食，此階段會再次收集血壓數值與尿液檢體，並會請受試者填寫一份回想身體狀況即有無特殊症狀的問卷。第一組的受試者於1994年9月開始進入磨合期，而最後一組受試者則於1996年一月開始。為了接近當時美國國民的平均鈉含量，每一種飲食模式中鈉的攝取量皆為3公克。但仍提供兩包各200毫克的鹽給受試者斟酌使用。酒精的攝取被限制在1天不多於兩份酒精飲品，而咖啡因則被限制在1天不多於3份含咖啡因飲品。

### 研究結果
得舒飲食試驗的結果顯示飲食模式對於正常偏高至中度高血壓(收縮壓<180mm Hg，舒張壓80-95mm Hg)成年族群的血壓具有影響力。得舒飲食相較於對照組，平均降低了5.5mm Hg的收縮壓與3.0mm Hg的舒張壓。研究也發現採用得舒飲食的組別當中以未成年以及患有高血壓的族群比起採用對照組飲食的相同族群有最大的血壓降幅。高血壓族群的收縮壓降幅達11.4mm Hg，舒張壓則降低5.5mm Hg。僅增加蔬果攝取量的組別也成功降低血壓，不過降幅相對較小(收縮壓降幅2.8mm Hg，舒張壓降幅1.1mm Hg)。不論有無罹患高血壓，採用得舒飲食的組別，皆比僅增加蔬果攝取量的組別或對照組更有效的降低血壓。研究數據顯示在受試者開始進行分配到的飲食方式的兩周內，血壓便開始下降，而且此結果可以被概化至全美的目標族群。副作用可被忽略，但是新英格蘭醫學雜誌(NEJM)的研究報告部分的受試者回報有便秘的問題發生。在介入期的最後，對照組、僅增加蔬果攝取量的組別以及採用得舒飲食的組別分別有10.1%、5.4%、4.0%的受試者回報了便秘的問題，顯示後兩組飲食方式能降低便秘的情形。此外，除了對照組中有一位受試者罹患膽囊炎，其餘腸胃道症狀的發生率都相當低。

## 得舒－鈉試驗

### 實驗設計
得舒－鈉試驗是在原先的得舒飲食試驗結束後開始進行，以了解得舒飲食若搭配低鈉是否能有更好的效益，同時測試人們進行得舒飲食時不同水平的鈉攝取量所造成的影響。研究者所關注的重點為減鈉與得舒飲食相互搭配的效果，以及三種水平的鈉攝取量對於得舒飲食有何影響。
得舒－鈉試驗的進行期間是自1997年9月至1999年11月，此試驗與過去試驗相同，是一項基於大樣本(412位門診病人)、多中心且隨機的研究。本試驗的參與者皆為患有高血壓前期或一期高血壓(平均收縮壓120-159 mmHg，平均舒張壓80-95 mmHg)的成年人，並被隨機分配至兩個不同組別，分別是採用得舒飲食的實驗組與反應典型美國飲食的對照組，對照組之關鍵營養素，如鉀、鎂、鈣等略低於實驗組。在被分配到其中一組後，受試者在頭兩周的磨合期先食用高鈉飲食做為控制，接下來的干預階段則會被給予三種不同鈉含量的飲食，分別是每日3000 mg、2400 mg及1500 mg，以隨機順序持續30天。

### 實驗結果
得舒－鈉試驗的主要指標為30天干預期結束後受測者之血壓收縮壓，次要指標則為干預期結束後受測者之血壓舒張壓。研究結果顯示，鈉攝取量的減少顯著降低了實驗組與對照組的收縮壓和舒張壓，且相較於採用DASH飲食的實驗組，對照組降低鈉攝取量對血壓造成了兩倍的影響。另外重要的是，控制組的鈉攝取量從中等減少到低，對收縮壓的影響大於從高減少到中等(減少量約為每天40 mmol，相當於一克的鈉)。
由上述結果可知，同樣減少攝取定量的鈉，若受測者原先鈉攝取量符合美國建議膳食攝取量的標準，則降低血壓的效果會優於原先鈉攝取量較高之族群。美國膳食指南建議每天的鈉攝取量不超過2300毫克，對於血壓較高的成人則建議每日攝取1500毫克即可，相當於試驗中的低鈉水平，此建議量與得舒－鈉試驗之結果互相呼應。
另外，由得舒－鈉試驗之結果，可得知得舒飲食與低鈉的對照飲食皆可降低血壓，但將兩者混合(意即低鈉之得舒飲食)則可獲得最大的降血壓效果。此組合在健康成人鈉攝取量每日1500 mg的前提下，血壓平均降低了8.9 / 4.5 mmHg (收縮壓/舒張壓)，在高血壓患者身上則降低11.5 / 5.7 mmHg。由以上數據可得出結論：低鈉之得舒飲食對於高血壓患者具有最佳的降血壓效果。

## 參看
- 生酮飲食

## 外部連結
- 彰化基督教醫院 衛教宣導 （页面存档备份，存于）
- 高雄市立民生醫院
- 中央研究院週報 第1248期[永久]